# Dolní Nerestce
Dolní Nerestce (deutsch Unter Nerestetz) ist ein Ortsteil der Gemeinde Nerestce in Tschechien. Er liegt drei Kilometer südwestlich von Mirovice und gehört zum Okres Písek.

## Geographie
Dolní Nerestce befindet sich am linken Ufer der Skalice im Mittelböhmischen Hügelland. Östlich des Dorfes verläuft die Staatsstraße I/4 zwischen Prag und Strakonice, am gegenüberliegenden Flussufer führt die Bahnstrecke Protivín–Zdice durch Horní Nerestce. Südöstlich erheben sich der Pahorek (456 m), im Süden die Na Doubravici (466 m), südwestlich der Jezvinec (545 m) sowie westlich der Hradec (477 m).
Nachbarorte sind Horosedly im Norden, Lety, Pod Homolí und Pazderna im Nordosten, Králova Lhota im Osten, Laziště, Nový Dvůr, Spálenský Mlýn, Doubravičky und Krsice im Südosten, Horní Nerestce, Čimelice und Rakovice im Süden, Kakovice im Südwesten, Nad Řištinami im Westen sowie Kuchařův Mlýn, Zámostí und Mirovice im Nordwesten.

## Geschichte
Archäologische Funde auf dem Schlossgelände belegen eine Besiedlung des linken Flussufers seit dem 8. und 9. Jahrhundert.
Die erste urkundliche Erwähnung des in der Provinz Bozeň gelegenen Dorfes Neřestce erfolgte 1227 als Besitz des Klosters St. Georg auf der Prager Burg. Für die Herkunft des Ortsnamens bestehen verschiedene Deutungen. Antonín Profous leitete ihn von osada neřestníků (Siedlung des Lasters), andere Interpretationen gehen eher vom alttschechischen nerast (Keiler) aus. Zwischen 1336 und 1341 ist der königliche Vasall Ubizlaus de Neresticz nachweisbar, dem König Johann von Luxemburg das Privileg zum Goldseifen in der Skalice bei Stěžov, Radětice und Palivo erteilte. Im Jahre 1363 wurden Beneš und Ubislav von Nerestce erwähnt, 1398 Jan von Nerestce und im Jahr darauf Václav und Ubislav von Nerestce. Im 15. Jahrhundert bestand in Nerestce ein Lehnhof der Burg Klingenberg, zu dem auch zwei Mühlen gehörten. Im Jahre 1474 kaufte Jan Tluksa von Vrábí auf Kašperk das Lehngut Nerestce mit dem Vorwerkshof von Markvart von Rakovice und schlug es seinem Gut Čimelice zu. Ab 1543 waren die Ritter Deym von Střitetz Besitzer des Gutes. Nach dem Tode von Alesch Deym von Střitetz erfolgte 1597 eine Güterteilung, bei der das Gut Nerestce seinem Sohn Johann dem Jüngeren zufiel. Johann und sein Bruder Wilhelm ließen zu Beginn des 17. Jahrhunderts die Feste zu einem steinernen Schloss umbauen. Nach der Schlacht am Weißen Berg wurde Johann d. J. Deym von Střitetz 1623 wegen seiner Teilnahme am Ständeaufstand zum Verlust des Eigentums an Nerestce verurteilt und das Gut fiel ins Lehnsverhältnis zurück. Nach dessen Tode wurde das Lehn 1629 eingezogen und im Jahr darauf an Eva Ploth von Konařin, geborene Deym von Střitetz, die auch Čimelice erworben hatte, verkauft. Ihr gelang es nicht, die durch den Dreißigjährigen Krieg ruinierten Güter wieder in einen gewinnbringenden Zustand zu versetzen. Nach ihrem Tode verkaufte Alesch Karl Ploth von Konařin das Gut Nerestce 1663 an Wilhelm Racek Hrobschitzky von Hrobschitz und behielt nur Čimelice. Hrobschitzky konnte das Gut ebenfalls nicht wirtschaftlich führen, so dass es 1679 wegen Überschuldung zwangsversteigert wurde. Neuer Besitzer wurde Peter Ignaz Říčanský von Říčany, ihm folgte 1687 Johann Anton Kořenský von Terešov und danach Josephine von Conens, geborene Tejřovská von Einsiedl.
Im Jahre 1719 kaufte der Hauptmann des Prachiner Kreises, Karl Gottlieb Freiherr von Bissingen das Gut Nerestce auf und schlug es seiner Herrschaft Čimelice zu. 1742 erbte sein Sohn Karl Gottfried Graf von Bissingen den Besitz. Dieser verstarb am 4. Jänner 1771 ohne männliche Nachkommen, Universalerbin wurde seine Witwe Maria Appollonia, geborene Reichsgräfin Wratislaw von Mitrowitz die Herrschaft. Sie setzte 1782 ihren Bruder Prokop Reichsgraf Wratislaw von Mitrowitz als Erben von Čimelitz ein. Dieser verkaufte die Herrschaft 1798 seinem Neffen Joseph Reichsgraf Wratislaw von Mitrowitz. 1834 erbte Joseph Wratislaws Witwe Gabriele, geborene Gräfin Desfours die Herrschaft und übertrug sie der Verwaltung ihres Schwiegersohnes Karl II. Fürst zu Schwarzenberg auf Worlik. Im Jahre 1837 bestand Unter-Nerestetz bzw. Dolegssj Nerestec aus 25 Häusern mit 163 Einwohnern. Pfarrort war Mirotitz. Nördlich des Dorfes betrieb die Herrschaft einen Kalksteinbruch. Bis zur Mitte des 19. Jahrhunderts blieb Unter-Nerestetz der Allodialherrschaft Čimelitz samt Straschowitz und Slawkowitz untertänig.
Nach der Aufhebung der Patrimonialherrschaften bildete Dolní Neřestec / Unter-Nerestetz ab 1850 einen Ortsteil der Gemeinde Čimelice in der Bezirkshauptmannschaft Písek und dem Gerichtsbezirk Mirovice. Am 21. Februar desselben Jahres vererbte Gabriele Wratislaw von Mitrowitz Schwester Josefina Marie die Čimelitzer Güter ihrem Sohn Karl III. Fürst zu Schwarzenberg. Am 24. April 1874 löste sich Dolní Neřestec von Čimelice los und bildete eine eigene Gemeinde. Seit dem Beginn des 20. Jahrhunderts wurden alternativ Dolní Nerestce bzw. Dolní Neřestce, seit 1924 nur noch ersterer, als amtliche Ortsnamen verwendet. Die Freiwillige Feuerwehr gründete sich 1913. Im Jahre 1919 schlossen sich Dolní Nerestce und Horní Nerestce zur Gemeinde Nerestce zusammen. Nerestce wurde am 1. April 1976 nach Horosedly und am 1. Jänner 1983 mit diesem zusammen nach Mirovice eingemeindet. Beide Ortsteile lösten sich am 24. November 1990 wieder von Mirovice los und schlossen sich erneut zur Gemeinde Nerestce zusammen. Im Jahre 1991 hatte Dolní Nerestce 76 Einwohner, beim Zensus von 2001 lebten in den 43 Wohnhäusern 70 Personen.

## Sehenswürdigkeiten
- Schloss Dolní Nerestce, die seit dem 13. Jahrhundert bestehende Feste wurde im 16. Jahrhundert von den Rittern Deym von Střitetz zu einem zweiflügeligen Renaissanceschloss umgestaltet, wobei der Ostflügel in seinem Kern die alte Feste enthält. Im 18. Jahrhundert erfolgte der Anbau der Schlosskapelle der hl. Anna. Mit dem Anschluss des Gutes an die Herrschaft Čimelice verlor es 1719 seine Bedeutung als Herrensitz. Legenden berichten von einem angeblichen unterirdischen Geheimgang nach Lety und zur Burg Orlík. In den Jahren 1921 und 1946 erfolgte der Umbau zum Wohngebäude. Das Schloss befindet sich heute in Privatbesitz und gehört zu den Kulturdenkmälern des Okres Písek.
- Dreibogige Steinbrücke über die Skalice, sie erhielt ihre heutige Gestaltung im Empirestil 1814. Auf der sechs Meter breiten Brücke befinden sich Statuen der hll. Barbara, Maria Magdalena, Wenzel, Ägidius, Veit, Sigismund, Johannes von Nepomuk und Josef, die der Bildhauerhütte von Jan Hammer in Čimelice zurechnet werden. Die Spannweite der beiden Seitenbögen beträgt 12 Meter, die des Mittelbogens 13 Meter. Während der Napoleonischen Kriege war die Brücke 1813 beim Rückzug der Franzosen zur Sprengung vorgesehen, in den Brückenpfeilern wurden entsprechende Ladekammern aufgefunden. Die Brücke gehört ebenfalls zu den Kulturdenkmälern des Okres Písek. Die Originalfiguren wurden in Čimelice deponiert und sollen künftig durch Kopien ersetzt werden. Der Verkehr auf der Staatsstraße führt heute über eine parallele moderne Straßenbrücke.
- Naturdenkmal Nerestský lom, ehemaliger Kalksteinbruch nördlich von Dolní Nerestce
- Bildstock am Ortsausgang nach Horosedly
- Mehrere Gehöfte im Bauernbarockstil aus dem 19. Jahrhundert
- Denkmal für die Gefallenen des Zweiten Weltkrieges

Sehenswürdigkeiten
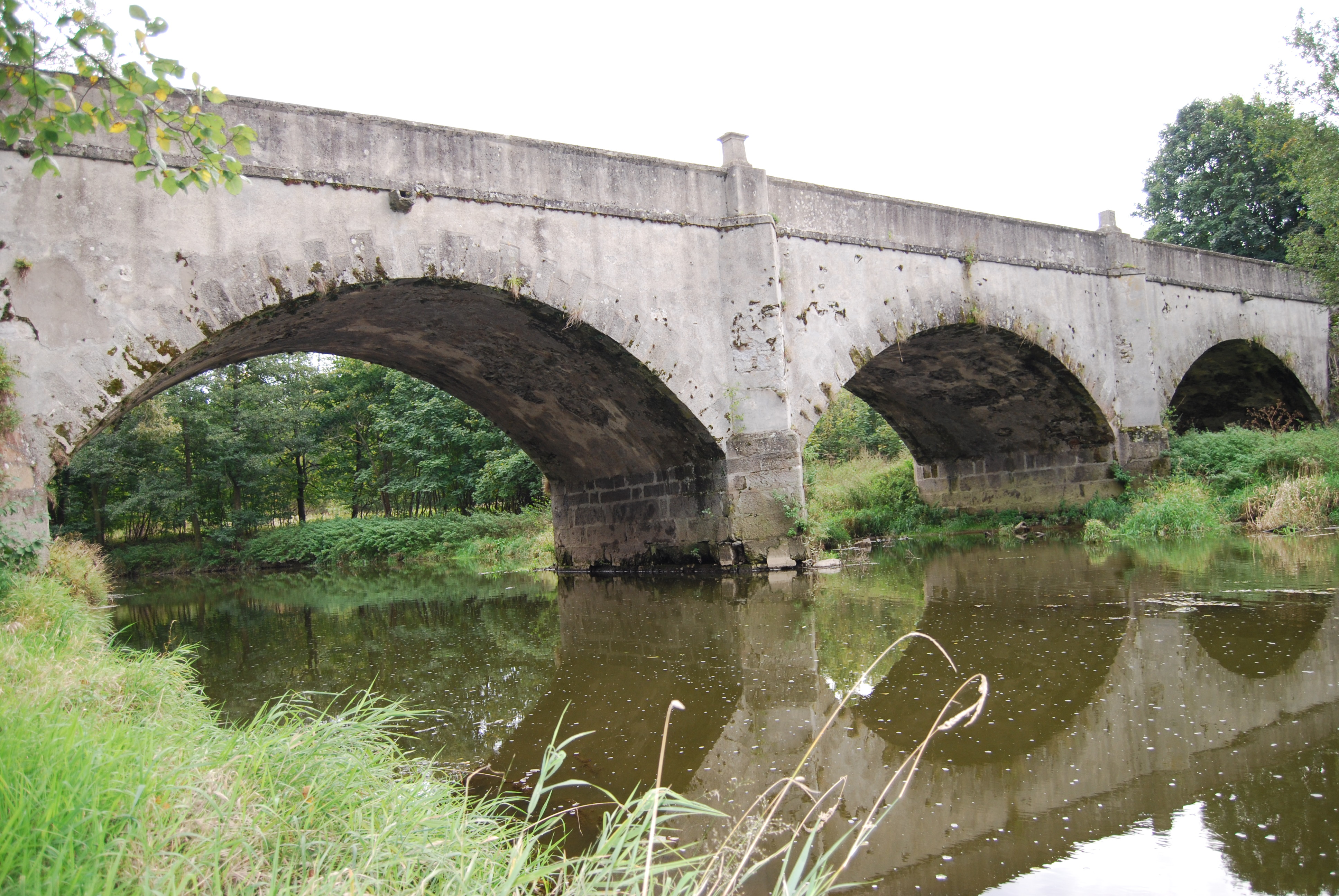
Alte Straßenbrücke über die Skalice
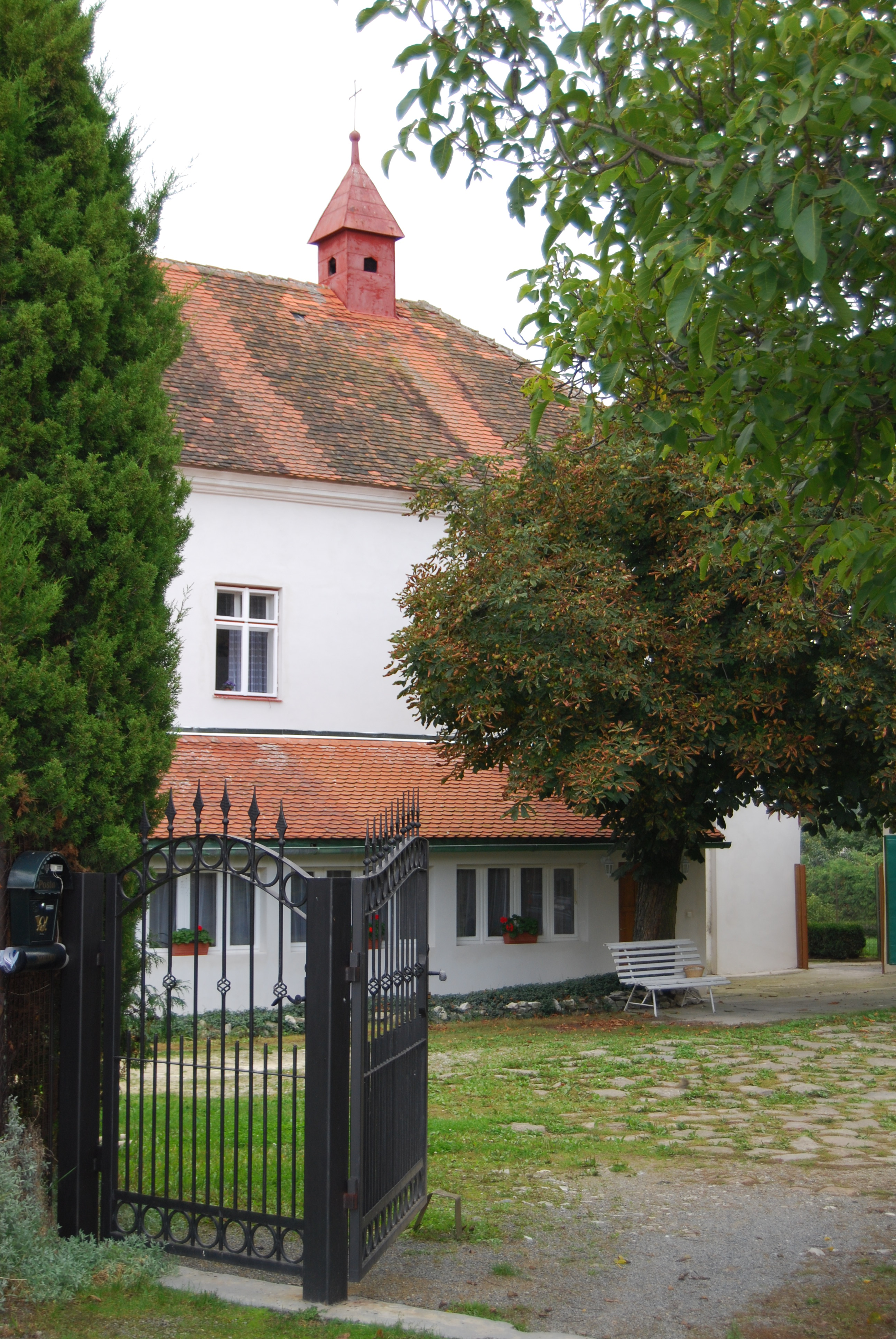
Schloss Dolní Nerestce
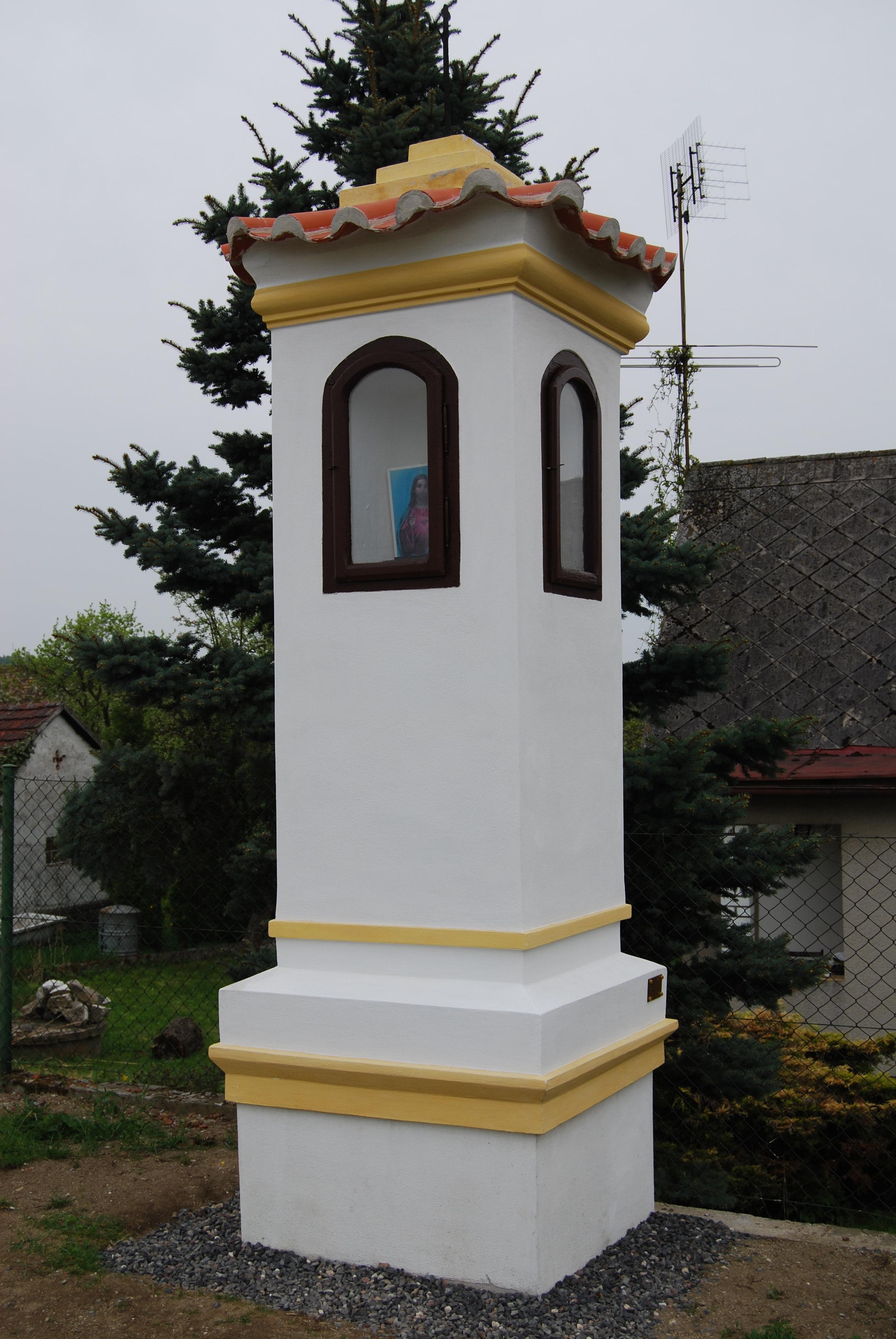
Bildstock
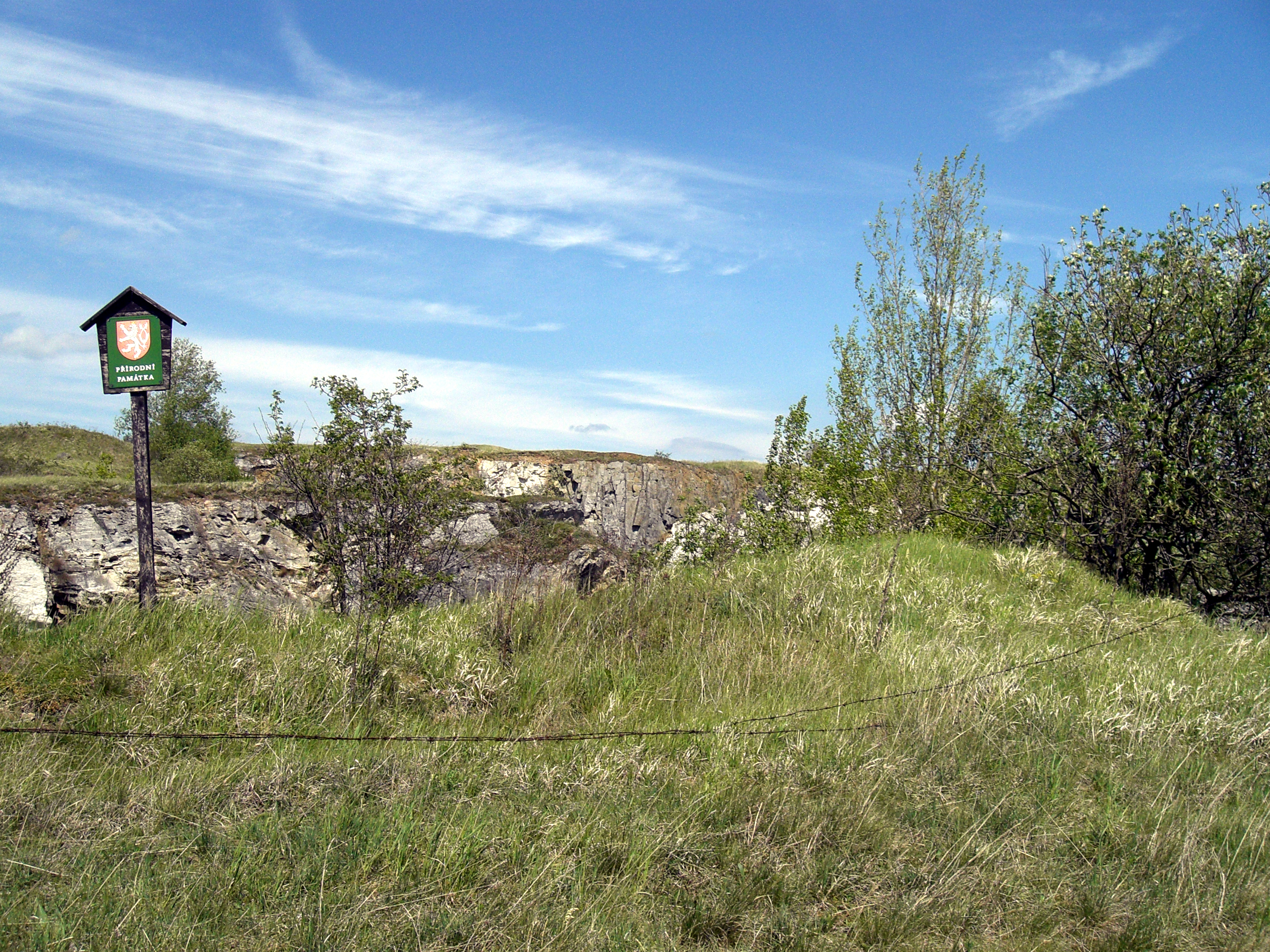
Kalksteinbruch Dolní Nerestce